# Frukostdags
Frukostdags är en oljemålning på duk från 1887 av den svenska konstnären Hanna Pauli (1864–1940). Den mäter 87 x 91 centimeter och tillhör Nationalmuseum som köpte in den 1910.
Bilden visar ett utsnitt av verkligheten där den borgerliga matsalen flyttats ut i naturen. Det uppdukade bordet som är fyllt av vackra föremål skall ge associationer till familjeliv och hemtrevnad. Frukostdags är en av museets populäraste bilder. Åskådare har sagt att: ”Man känner sig inbjuden, det känns som min frukoststund. Stolen väntar på mig och jag kan känna hur tekannan vickar när man lyfter den.”

## Motivet
Frukostdags spelade en stor roll i Hanna Paulis genombrott i det nordiska konstlivet i slutet på 1880-talet. Hon hade nyligen studerat i Paris vid Académie Colarossi och ställt ut på Parissalongen 1887 med Porträtt av Venny Soldan-Brofeldt.
Frukostdags är en friluftsmålning, bordet och lövverket är upplösta av ljusreflexer, som ger föremålen ett suggestivt skimmer. Konstnären har delvis inspirerats av impressionisternas sätt att skildra ljuset med färg. Motivet var populärt bland de realistiska konstnärerna vid den här tiden och Pauli var främst påverkad av den franske konstnären Jules Bastien-Lepages måleri. Ljusbehandlingen, den livliga penselskriften och de delvis tjockt pålagda färgfälten upprörde flera samtida svenska kritiker. Man såg hennes teknik som alltför modern och en kritiker antog att ljusfläckarna på bordsduken berodde på att konstnären själv torkat sina penslar på den.
Hanna Pauli ställde bland annat ut Frukostdags på världsutställningarna i Paris 1889 och Chicago 1893. Samma år som hon målade bilden förlovade hon sig med konstnären Georg Pauli.